# Daniel Alexandersson
Daniel Alexandersson (født 3. december 1978) er en forhenværende fodboldspiller fra Sverige, der senest havde kontrakt med den svenske klub Falkenbergs FF. Han stoppede karrieren i april 2011 på grund af skader.
Har har spillet fodbold uden for Sverige én gang, da han skrev kontrakt med Viborg FF i vinteren 1999. Men allerede 4 måneder efter ønskede Alexandersson at ophæve kontrakten, og flytte tilbage til Halmstad. Han er bror til Niclas Alexandersson, der også var fodboldspiller. 